# شهرستان (جماعت)
شهرستان (به تاجیکی: Шаҳристон) جماعت و شهرکی در شمال غربی تاجیکستان است که در ناحیهٔ شهرستان ولایت سغد قرار دارد. جمعیت این جماعت ۱۶٬۲۹۵ نفر است.